# 水煮鱼

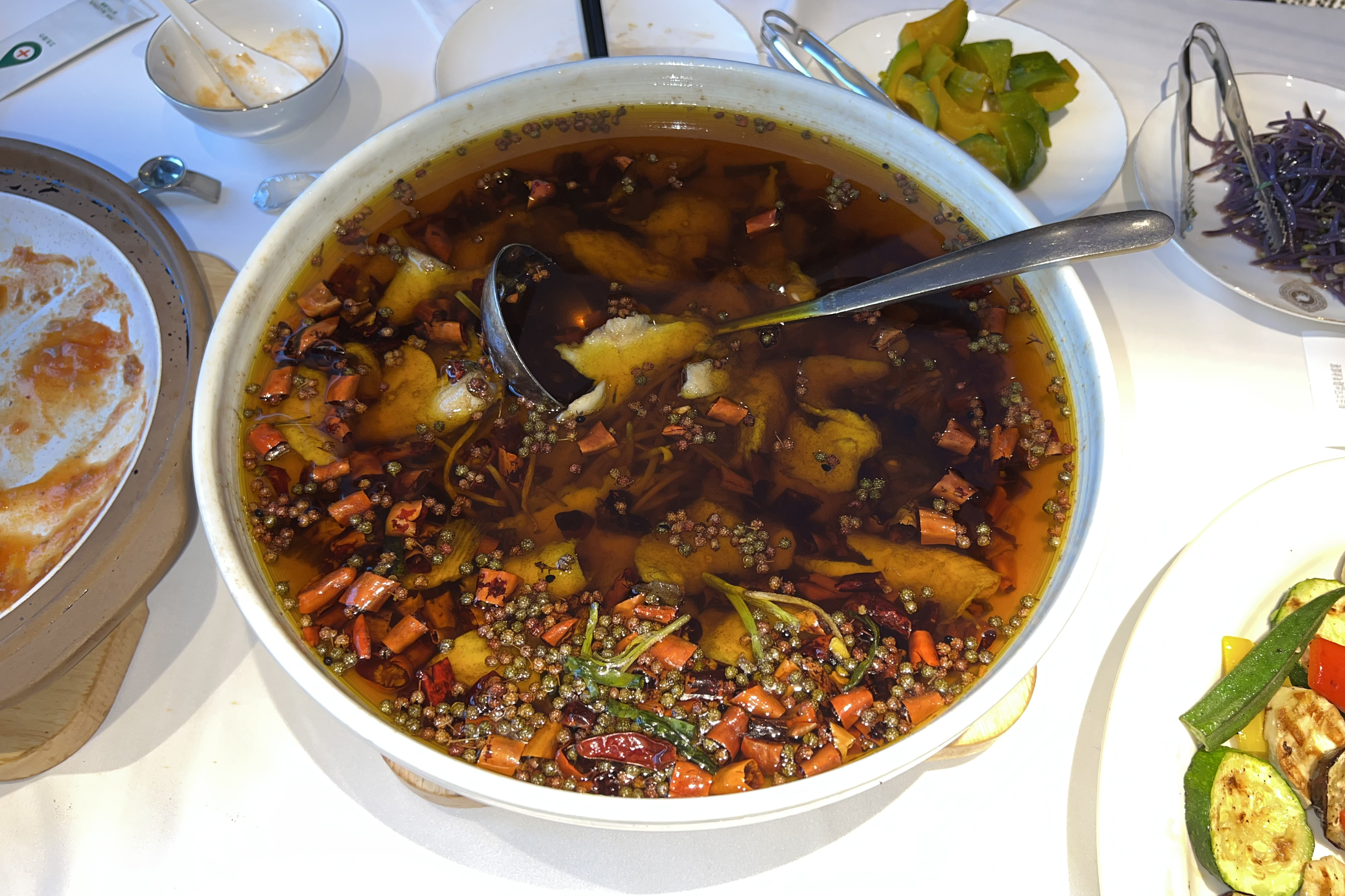
水煮鱼

水煮鱼又称水煮鱼片、水煮活魚，起源于重庆的火锅鱼，是重庆江湖菜的代表。
渝派川菜的一种，做法有多种，主要原料是草鱼或黑鱼、乾辣椒节、花椒，也有不放花椒的，有的配上豆芽等蔬菜，烧制方法是将鱼片放入开水中，快速烧煮，而后装盆，淋上含有爆香了的辣椒花椒等调料的滚油。
水煮鱼片的口味偏嫩、辣，放花椒的则还很麻，是大街小巷的饭馆里面常见的一道川菜。在北方地区，为了迎合当地市场与饮食习惯，水煮鱼中的辣椒和花椒都在装盆时被捞出。

## 改編作品

### 游戏
- 2020年原神的萬民堂水煮魚